# Saison 2008-2009 de la LHJMQ
Saison précédente Saison suivante
La saison 2008-2009 est la 40e saison de hockey sur glace de la Ligue de hockey junior majeur du Québec. La saison régulière voit dix-huit équipes jouer 68 matchs chacune. Les Voltigeurs de Drummondville remportent la Coupe du président en battant en finale les Cataractes de Shawinigan.

## Contexte
Les Fog Devils de Saint-Jean déménagent à Verdun et deviennent le Club de hockey junior de Montréal. La ligue se réorganise en quatre divisions. L'ancienne division Telus, est répartie en trois nouvelles divisions : Telus Est, Centre et Ouest. Chacune est composée de quatre équipes : les 10 issues de la division Telus ainsi que le Club de hockey junior de Montréal et les Maineiacs de Lewiston. La division Est est renommée en division Atlantique et est composée des six équipes restantes.

## Saison régulière

### Classement
| Clt | Équipe                            | PJ | V  | D  | DP | DF | BP  | BC  | Pts |
| --- | --------------------------------- | -- | -- | -- | -- | -- | --- | --- | --- |
| 1   | Wildcats de Moncton               | 68 | 48 | 14 | 2  | 4  | 236 | 149 | 102 |
| 2   | Screaming Eagles du Cap-Breton    | 68 | 46 | 18 | 3  | 1  | 252 | 201 | 96  |
| 3   | Sea Dogs de Saint-Jean            | 68 | 34 | 30 | 2  | 2  | 222 | 232 | 72  |
| 4   | Rocket de l'Île-du-Prince-Édouard | 68 | 26 | 32 | 5  | 5  | 229 | 243 | 62  |
| 5   | Titan d'Acadie-Bathurst           | 68 | 20 | 35 | 7  | 6  | 187 | 256 | 53  |
| 6   | Mooseheads d'Halifax              | 68 | 19 | 41 | 3  | 5  | 193 | 290 | 46  |

| Clt | Équipe                      | PJ | V  | D  | DP | DF | BP  | BC  | Pts |
| --- | --------------------------- | -- | -- | -- | -- | -- | --- | --- | --- |
| 1   | Voltigeurs de Drummondville | 68 | 54 | 10 | 0  | 4  | 345 | 189 | 112 |
| 2   | Cataractes de Shawinigan    | 68 | 51 | 14 | 3  | 0  | 308 | 183 | 105 |
| 3   | Tigres de Victoriaville     | 68 | 32 | 32 | 2  | 2  | 219 | 249 | 68  |
| 4   | Maineiacs de Lewiston       | 68 | 22 | 43 | 1  | 2  | 190 | 286 | 47  |

| Clt | Équipe                   | PJ | V  | D  | DP | DF | BP  | BC  | Pts |
| --- | ------------------------ | -- | -- | -- | -- | -- | --- | --- | --- |
| 1   | Remparts de Québec       | 68 | 49 | 16 | 0  | 3  | 282 | 184 | 101 |
| 2   | Océanic de Rimouski      | 68 | 44 | 23 | 1  | 0  | 267 | 223 | 89  |
| 3   | Saguenéens de Chicoutimi | 68 | 24 | 32 | 4  | 8  | 215 | 256 | 60  |
| 4   | Drakkar de Baie-Comeau   | 68 | 22 | 37 | 7  | 2  | 206 | 297 | 53  |

| Clt | Équipe                            | PJ | V  | D  | DP | DF | BP  | BC  | Pts |
| --- | --------------------------------- | -- | -- | -- | -- | -- | --- | --- | --- |
| 1   | Olympiques de Gatineau            | 68 | 38 | 25 | 2  | 3  | 232 | 232 | 81  |
| 2   | Club de hockey junior de Montréal | 68 | 34 | 30 | 2  | 2  | 211 | 202 | 72  |
| 3   | Huskies de Rouyn-Noranda          | 68 | 30 | 30 | 5  | 3  | 210 | 245 | 68  |
| 4   | Foreurs de Val-d'Or               | 68 | 19 | 41 | 3  | 5  | 206 | 293 | 46  |

- En gras et en italique : champion de la saison régulière
- En gras : champion de division
- En italique : qualifié pour les séries éliminatoires

### Meilleurs pointeurs
| Clt | Joueur                   | Équipe        | PJ | B  | A  | Pts | Pun |
| --- | ------------------------ | ------------- | -- | -- | -- | --- | --- |
| 1   | Yannick Riendeau         | Drummondville | 64 | 58 | 68 | 126 | 31  |
| 2   | Dany Massé               | Drummondville | 68 | 44 | 66 | 110 | 52  |
| 3   | Cédric Lalonde-McNicoll  | Shawinigan    | 65 | 38 | 66 | 104 | 22  |
| 4   | Paul Byron               | Gatineau      | 65 | 33 | 66 | 99  | 32  |
| 5   | Michael Hoffman          | Drummondville | 62 | 52 | 42 | 94  | 86  |
| 6   | Nick Petersen            | Shawinigan    | 68 | 37 | 53 | 90  | 42  |
| 7   | Félix Petit              | Baie-Comeau   | 68 | 25 | 55 | 90  | 28  |
| 8   | Matthew Pistilli         | Shawinigan    | 63 | 45 | 41 | 86  | 37  |
| 9   | Alexandre Quesnel        | Gatineau      | 63 | 37 | 45 | 82  | 88  |
| 10  | Pierre-Alexandre Vandall | Shawinigan    | 64 | 34 | 47 | 81  | 47  |
| 10  | Robert Slaney            | Cap-Breton    | 63 | 36 | 45 | 81  | 78  |

## Séries éliminatoires
Les seize meilleures équipes de la saison régulière participent aux séries. Lors des huitièmes de finale, les champions de division rencontrent la quatrième équipe de cette même division, le deuxième et le troisième se rencontrent, la mieux classée des équipes ayant l'avantage de la glace. La division Telus Ouest n'ayant que trois qualifiés et la division Atlantique en ayant cinq, le dernier club de cette division, le Titan d'Acadie-Bathurst affronte le premier de la division Telus Ouest, les Olympiques de Gatineau. En quarts de finale, la meilleure équipe qualifiée de chaque division rencontre la moins bien classée de la saison régulière, toutes divisions confondues.
|  | Huitièmes de finale | Huitièmes de finale               | Huitièmes de finale | Huitièmes de finale               |     |                             | Quarts de finale | Quarts de finale | Quarts de finale | Quarts de finale |  |  | Demi-finales      | Demi-finales      | Demi-finales      | Demi-finales      |  |  | Finale           | Finale           | Finale           | Finale           |
|  |                     |                                   |                     |                                   |     |                             |                  |                  |                  |                  |  |  |                   |                   |                   |                   |  |  |                  |                  |                  |                  |
|  | du 20 au 25 mars    | du 20 au 25 mars                  | du 20 au 25 mars    | du 20 au 25 mars                  |     |                             | du 3 au 8 avril  | du 3 au 8 avril  | du 3 au 8 avril  | du 3 au 8 avril  |  |  | du 17 au 22 avril | du 17 au 22 avril | du 17 au 22 avril | du 17 au 22 avril |  |  | du 1er au 12 mai | du 1er au 12 mai | du 1er au 12 mai | du 1er au 12 mai |
|  | TC1                 | Voltigeurs de Drummondville       | 4                   | 4                                 |     |                             | du 3 au 8 avril  | du 3 au 8 avril  | du 3 au 8 avril  | du 3 au 8 avril  |  |  | du 17 au 22 avril | du 17 au 22 avril | du 17 au 22 avril | du 17 au 22 avril |  |  | du 1er au 12 mai | du 1er au 12 mai | du 1er au 12 mai | du 1er au 12 mai |
|  | TC1                 | Voltigeurs de Drummondville       | 4                   | 4                                 |     |                             | du 3 au 8 avril  | du 3 au 8 avril  | du 3 au 8 avril  | du 3 au 8 avril  |  |  | du 17 au 22 avril | du 17 au 22 avril | du 17 au 22 avril | du 17 au 22 avril |  |  | du 1er au 12 mai | du 1er au 12 mai | du 1er au 12 mai | du 1er au 12 mai |
|  | TC4                 | Maineiacs de Lewiston             | 0                   | 0                                 |     |                             | du 3 au 8 avril  | du 3 au 8 avril  | du 3 au 8 avril  | du 3 au 8 avril  |  |  | du 17 au 22 avril | du 17 au 22 avril | du 17 au 22 avril | du 17 au 22 avril |  |  | du 1er au 12 mai | du 1er au 12 mai | du 1er au 12 mai | du 1er au 12 mai |
|  | TC4                 | Maineiacs de Lewiston             | 0                   | 0                                 | TC1 | Voltigeurs de Drummondville | 4                | 4                |                  |                  |  |  | du 17 au 22 avril | du 17 au 22 avril | du 17 au 22 avril | du 17 au 22 avril |  |  | du 1er au 12 mai | du 1er au 12 mai | du 1er au 12 mai | du 1er au 12 mai |
|  | du 20 au 25 mars    |                                   |                     |                                   | TC1 | Voltigeurs de Drummondville | 4                | 4                |                  |                  |  |  | du 17 au 22 avril | du 17 au 22 avril | du 17 au 22 avril | du 17 au 22 avril |  |  | du 1er au 12 mai | du 1er au 12 mai | du 1er au 12 mai | du 1er au 12 mai |
|  |                     |                                   | TO2                 | Club de hockey junior de Montréal | 0   | 0                           |                  |                  |                  |                  |  |  | du 17 au 22 avril | du 17 au 22 avril | du 17 au 22 avril | du 17 au 22 avril |  |  | du 1er au 12 mai | du 1er au 12 mai | du 1er au 12 mai | du 1er au 12 mai |
|  | TC2                 | Cataractes de Shawinigan          | TO2                 | Club de hockey junior de Montréal | 0   | 0                           | 4                | 4                |                  |                  |  |  | du 17 au 22 avril | du 17 au 22 avril | du 17 au 22 avril | du 17 au 22 avril |  |  | du 1er au 12 mai | du 1er au 12 mai | du 1er au 12 mai | du 1er au 12 mai |
|  | TC2                 | Cataractes de Shawinigan          | du 3 au 10 avril    |                                   |     |                             | 4                | 4                |                  |                  |  |  | du 17 au 22 avril | du 17 au 22 avril | du 17 au 22 avril | du 17 au 22 avril |  |  | du 1er au 12 mai | du 1er au 12 mai | du 1er au 12 mai | du 1er au 12 mai |
|  | TC3                 | Tigres de Victoriaville           | 0                   | 0                                 |     |                             |                  |                  |                  |                  |  |  | du 17 au 22 avril | du 17 au 22 avril | du 17 au 22 avril | du 17 au 22 avril |  |  | du 1er au 12 mai | du 1er au 12 mai | du 1er au 12 mai | du 1er au 12 mai |
|  | TC3                 | Tigres de Victoriaville           | 0                   | 0                                 | TC1 | Voltigeurs de Drummondville | 4                | 4                |                  |                  |  |  |                   |                   |                   |                   |  |  | du 1er au 12 mai | du 1er au 12 mai | du 1er au 12 mai | du 1er au 12 mai |
|  | du 20 au 27 mars    |                                   |                     |                                   | TC1 | Voltigeurs de Drummondville | 4                | 4                |                  |                  |  |  |                   |                   |                   |                   |  |  | du 1er au 12 mai | du 1er au 12 mai | du 1er au 12 mai | du 1er au 12 mai |
|  |                     |                                   | TE2                 | Océanic de Rimouski               | 0   | 0                           |                  |                  |                  |                  |  |  |                   |                   |                   |                   |  |  | du 1er au 12 mai | du 1er au 12 mai | du 1er au 12 mai | du 1er au 12 mai |
|  | TE1                 | Remparts de Québec                | TE2                 | Océanic de Rimouski               | 0   | 0                           | 4                | 4                |                  |                  |  |  |                   |                   |                   |                   |  |  | du 1er au 12 mai | du 1er au 12 mai | du 1er au 12 mai | du 1er au 12 mai |
|  | TE1                 | Remparts de Québec                | du 17 au 24 avril   |                                   |     |                             | 4                | 4                |                  |                  |  |  |                   |                   |                   |                   |  |  | du 1er au 12 mai | du 1er au 12 mai | du 1er au 12 mai | du 1er au 12 mai |
|  | TE4                 | Drakkar de Baie-Comeau            | 1                   | 1                                 |     |                             |                  |                  |                  |                  |  |  |                   |                   |                   |                   |  |  | du 1er au 12 mai | du 1er au 12 mai | du 1er au 12 mai | du 1er au 12 mai |
|  | TE4                 | Drakkar de Baie-Comeau            | 1                   | 1                                 | A1  | Wildcats de Moncton         | 1                | 1                |                  |                  |  |  |                   |                   |                   |                   |  |  | du 1er au 12 mai | du 1er au 12 mai | du 1er au 12 mai | du 1er au 12 mai |
|  | du 20 au 25 mars    |                                   |                     |                                   | A1  | Wildcats de Moncton         | 1                | 1                |                  |                  |  |  |                   |                   |                   |                   |  |  | du 1er au 12 mai | du 1er au 12 mai | du 1er au 12 mai | du 1er au 12 mai |
|  |                     |                                   | TE2                 | Océanic de Rimouski               | 4   | 4                           |                  |                  |                  |                  |  |  |                   |                   |                   |                   |  |  | du 1er au 12 mai | du 1er au 12 mai | du 1er au 12 mai | du 1er au 12 mai |
|  | TE2                 | Océanic de Rimouski               | TE2                 | Océanic de Rimouski               | 4   | 4                           | 4                | 4                |                  |                  |  |  |                   |                   |                   |                   |  |  | du 1er au 12 mai | du 1er au 12 mai | du 1er au 12 mai | du 1er au 12 mai |
|  | TE2                 | Océanic de Rimouski               | du 3 au 14 avril    |                                   |     |                             | 4                | 4                |                  |                  |  |  |                   |                   |                   |                   |  |  | du 1er au 12 mai | du 1er au 12 mai | du 1er au 12 mai | du 1er au 12 mai |
|  | TE3                 | Saguenéens de Chicoutimi          | 0                   | 0                                 |     |                             |                  |                  |                  |                  |  |  |                   |                   |                   |                   |  |  | du 1er au 12 mai | du 1er au 12 mai | du 1er au 12 mai | du 1er au 12 mai |
|  | TE3                 | Saguenéens de Chicoutimi          | 0                   | 0                                 | TC1 | Voltigeurs de Drummondville | 4                | 4                |                  |                  |  |  |                   |                   |                   |                   |  |  |                  |                  |                  |                  |
|  | du 20 au 28 mars    |                                   |                     |                                   | TC1 | Voltigeurs de Drummondville | 4                | 4                |                  |                  |  |  |                   |                   |                   |                   |  |  |                  |                  |                  |                  |
|  |                     |                                   | TC2                 | Cataractes de Shawinigan          | 3   | 3                           |                  |                  |                  |                  |  |  |                   |                   |                   |                   |  |  |                  |                  |                  |                  |
|  | A1                  | Wildcats de Moncton               | TC2                 | Cataractes de Shawinigan          | 3   | 3                           | 4                | 4                |                  |                  |  |  |                   |                   |                   |                   |  |  |                  |                  |                  |                  |
|  | A1                  | Wildcats de Moncton               |                     |                                   |     |                             |                  | 4                |                  |                  |  |  |                   |                   |                   |                   |  |  |                  |                  |                  |                  |
|  | A4                  | Rocket de l'Île-du-Prince-Édouard | 1                   | 1                                 |     |                             |                  |                  |                  |                  |  |  |                   |                   |                   |                   |  |  |                  |                  |                  |                  |
|  | A4                  | Rocket de l'Île-du-Prince-Édouard | 1                   | 1                                 | TE1 | Remparts de Québec          | 4                | 4                |                  |                  |  |  |                   |                   |                   |                   |  |  |                  |                  |                  |                  |
|  | du 20 au 25 mars    |                                   |                     |                                   | TE1 | Remparts de Québec          | 4                | 4                |                  |                  |  |  |                   |                   |                   |                   |  |  |                  |                  |                  |                  |
|  |                     |                                   | A2                  | Screaming Eagles du Cap-Breton    | 3   | 3                           |                  |                  |                  |                  |  |  |                   |                   |                   |                   |  |  |                  |                  |                  |                  |
|  | A2                  | Screaming Eagles du Cap-Breton    | A2                  | Screaming Eagles du Cap-Breton    | 3   | 3                           | 4                | 4                |                  |                  |  |  |                   |                   |                   |                   |  |  |                  |                  |                  |                  |
|  | A2                  | Screaming Eagles du Cap-Breton    | du 3 au 10 avril    |                                   |     |                             | 4                | 4                |                  |                  |  |  |                   |                   |                   |                   |  |  |                  |                  |                  |                  |
|  | A3                  | Sea Dogs de Saint-Jean            | 0                   | 0                                 |     |                             |                  |                  |                  |                  |  |  |                   |                   |                   |                   |  |  |                  |                  |                  |                  |
|  | A3                  | Sea Dogs de Saint-Jean            | 0                   | 0                                 | TE1 | Remparts de Québec          | 1                | 1                |                  |                  |  |  |                   |                   |                   |                   |  |  |                  |                  |                  |                  |
|  | du 20 au 27 mars    |                                   |                     |                                   | TE1 | Remparts de Québec          | 1                | 1                |                  |                  |  |  |                   |                   |                   |                   |  |  |                  |                  |                  |                  |
|  |                     |                                   | TC2                 | Cataractes de Shawinigan          | 4   | 4                           |                  |                  |                  |                  |  |  |                   |                   |                   |                   |  |  |                  |                  |                  |                  |
|  | TO1                 | Olympiques de Gatineau            | TC2                 | Cataractes de Shawinigan          | 4   | 4                           | 4                | 4                |                  |                  |  |  |                   |                   |                   |                   |  |  |                  |                  |                  |                  |
|  | TO1                 | Olympiques de Gatineau            |                     |                                   |     |                             |                  | 4                |                  |                  |  |  |                   |                   |                   |                   |  |  |                  |                  |                  |                  |
|  | A5                  | Titan d'Acadie-Bathurst           | 1                   | 1                                 |     |                             |                  |                  |                  |                  |  |  |                   |                   |                   |                   |  |  |                  |                  |                  |                  |
|  | A5                  | Titan d'Acadie-Bathurst           | 1                   | 1                                 | TO1 | Olympiques de Gatineau      | 1                | 1                |                  |                  |  |  |                   |                   |                   |                   |  |  |                  |                  |                  |                  |
|  | du 20 au 29 mars    |                                   |                     |                                   | TO1 | Olympiques de Gatineau      | 1                | 1                |                  |                  |  |  |                   |                   |                   |                   |  |  |                  |                  |                  |                  |
|  |                     |                                   | TC2                 | Cataractes de Shawinigan          | 4   | 4                           |                  |                  |                  |                  |  |  |                   |                   |                   |                   |  |  |                  |                  |                  |                  |
|  | TO2                 | Club de hockey junior de Montréal | TC2                 | Cataractes de Shawinigan          | 4   | 4                           | 4                | 4                |                  |                  |  |  |                   |                   |                   |                   |  |  |                  |                  |                  |                  |
|  | TO2                 | Club de hockey junior de Montréal |                     |                                   |     |                             |                  | 4                |                  |                  |  |  |                   |                   |                   |                   |  |  |                  |                  |                  |                  |
|  | TO3                 | Huskies de Rouyn-Noranda          | 2                   | 2                                 |     |                             |                  |                  |                  |                  |  |  |                   |                   |                   |                   |  |  |                  |                  |                  |                  |
|  | TO3                 | Huskies de Rouyn-Noranda          | 2                   | 2                                 |     |                             |                  |                  |                  |                  |  |  |                   |                   |                   |                   |  |  |                  |                  |                  |                  |
|  |                     |                                   |                     |                                   |     |                             |                  |                  |                  |                  |  |  |                   |                   |                   |                   |  |  |                  |                  |                  |                  |

## Équipes d'étoiles
La ligue sélectionne trois équipes d'étoiles dont une pour les recrues.

### Première équipe
- Gardien de but : Nicola Riopel, Wildcats de Moncton
- Défenseur : Dmitri Koulikov, Voltigeurs de Drummondville
- Défenseur : Marc-André Bourdon, Océanic de Rimouski et Huskies de Rouyn-Noranda
- Ailier gauche : Michael Hoffman, Voltigeurs de Drummondville
- Centre : Cédric Lalonde-McNicoll, Cataractes de Shawinigan
- Ailier droit : Yannick Riendeau, Voltigeurs de Drummondville

### Deuxième équipe
- Gardien de but : Charles Lavigne, Remparts de Québec
- Défenseur : Charles-Olivier Roussel, Cataractes de Shawinigan
- Défenseur : Sébastien Piché, Océanic de Rimouski
- Ailier gauche : Nick Petersen, Cataractes de Shawinigan
- Centre : Dany Massé, Voltigeurs de Drummondville
- Ailier droit : Paul Byron, Olympiques de Gatineau

### Équipes des recrues
- Gardien de but : Christopher Holden, Screaming Eagles du Cap-Breton
- Défenseur : Dmitri Koulikov, Voltigeurs de Drummondville
- Défenseur : Brandon Gormley, Wildcats de Moncton
- Ailier gauche : Sergueï Ostaptchouk, Huskies de Rouyn-Noranda
- Centre : Ben Duffy, Rocket de l'Île-du-Prince-Édouard
- Ailier droit : Dmitri Kougrychev, Remparts de Québec

## Trophées
Quatre récompenses collectives et dix-neuf individuelles sont décernées.

### Récompenses collectives
- Coupe du président (champions des séries éliminatoires) : Voltigeurs de Drummondville
- Trophée Jean-Rougeau (champions de la saison régulière) : Voltigeurs de Drummondville
- Trophée Robert-Lebel (meilleure moyenne de buts encaissés) : Voltigeurs de Drummondville
- Trophée Luc-Robitaille (plus grand nombre de buts marqués) : Wildcats de Moncton

### Récompenses individuelles
- Trophée Jean-Béliveau (meilleur pointeur : Yannick Riendeau, Voltigeurs de Drummondville
- Trophée Jacques-Plante (meilleure moyenne de buts encaissés) : Nicola Riopel, Wildcats de Moncton
- Trophée Michel-Bergeron (recrue offensive de l'année) : Dmitri Kougrychev, Remparts de Québec
- Trophée Frank-J.-Selke (joueur le plus gentilhomme) : Cédric Lalonde-McNicoll, Cataractes de Shawinigan
- Trophée Michel-Brière (meilleur joueur) : Nicola Riopel, Wildcats de Moncton
- Trophée Émile-Bouchard (défenseur de l'année) : Dmitri Koulikov, Voltigeurs de Drummondville
- Trophée Guy-Lafleur (meilleur joueur des séries éliminatoires) : Yannick Riendeau, Voltigeurs de Drummondville
- Trophée Michael-Bossy (meilleur espoir) : Dmitri Koulikov, Voltigeurs de Drummondville
- Trophée Raymond-Lagacé (recrue défensive de l'année) : Dmitri Koulikov, Voltigeurs de Drummondville
- Trophée Marcel-Robert (meilleur étudiant) : Payton Liske, Sea Dogs de Saint-Jean
- Trophée Paul-Dumont (personnalité de l'année) : Guy Boucher, Voltigeurs de Drummondville
- Trophée John-Horman (administrateur de l'année) : Louis Painchaud, Remparts de Québec
- Trophée Jean-Sawyer (meilleur directeur marketing) : Sylvie Fortier, Voltigeurs de Drummondville
- Coupe RDS (meilleure recrue) : Dmitri Koulikov, Voltigeurs de Drummondville
- Trophée Ron-Lapointe (meilleur entraîneur) : Danny Flinn, Wildcats de Moncton
- Joueur humanitaire de l'année (plus grande implication dans la communauté) : Matthew Pistilli, Cataractes de Shawinigan
- Trophée Kevin-Lowe (meilleur défenseur défensif) : Maxime Ouimet, Océanic de Rimouski
- Trophée Guy-Carbonneau (meilleur attaquant défensif) : Jean-Philip Chabot, Olympiques de Gatineau
- Trophée Maurice-Filion (directeur général de l'année) : Dominic Ricard, Voltigeurs de Drummondville